# Remigio Bellini
Remigio Bellini (Vercelli, 20 novembre 1930 – Vercelli, 23 novembre 1985) è stato un calciatore italiano, di ruolo centrocampista.

## Carriera
Debutta in Serie B nella stagione 1953-1954 con il Vicenza, con cui disputa 5 partite.
L'anno successivo viene prelevato dal Como, con cui disputa altri tre campionati di Serie B per un totale di 94 presenze e 17 reti.
Dopo un anno in Serie C con la Salernitana, torna a giocare per altri due anni in cadetteria con Novara e Como, prima di chiudere la carriera in Serie C con la maglia del Casale.